# ORP Heweliusz
ORP "Heweliusz" – polski okręt hydrograficzny projektu 874 (w kodzie NATO: Modified Finik), numer taktyczny 265.
Okręt ten został zaprojektowany w Polsce i zbudowany w Stoczni Północnej w Gdańsku jako pierwszy z serii. Jego okrętem bliźniaczym jest ORP „Arctowski”. Wodowany został 11 września 1981 roku, a do służby wszedł 27 listopada 1982 roku. W dniach 4–26 maja 1983 roku okręt wziął udział w wielkich ćwiczeniach sił Marynarki Wojennej o kryptonimie Reda-83, otrzymując wyróżnienie dowódcy MW. Od tej pory wypełnia zarówno zadania hydrograficzne dla Marynarki Wojennej, jak i zadania naukowe dla instytucji państwowych. Między innymi w 1990 roku na jego pokładzie odbyła się czternasta wyprawa geofizyczna Polskiej Akademii Nauk do Antarktyki.
Okręt posiada bogaty i nowoczesny zestaw wyposażenia hydrograficznego, w tym dwa kutry hydrograficzne. Dane uzyskane na podstawie pomiarów opracowywane są przez hydrograficzny system komputerowy HOMAR (zamontowany od 1997 roku). Posiada również na pokładzie laboratoria badawcze.
W latach 1986, 1989, 1993 i 1997 zdobywał miano najlepszego okrętu Marynarki Wojennej w grupie okrętów specjalnych. Okręt wchodzi w skład Dywizjonu Zabezpieczenia Hydrograficznego.
Od września 2015 roku do marca 2017 roku przechodził remont połączony z ograniczoną modernizacją.

## Dowódcy okrętu
Na podstawie:
- kmdr ppor. Bogdan Wiśniewski (do 1987)
- kmdr por. Roman Firlej (1987-1991)
- kmdr ppor. Benedykt Hac (1991-2000)
- kmdr por. Wiesław Bieliński (2000-2002)
- kmdr ppor. Marek Czarnecki (2002-2007)
- kmdr ppor. Grzegorz Kokosiński (2007-2013)
- kmdr ppor. Bartłomiej Smoliński (2013-2022)
- kmdr ppor. Józef Kuczer (2022-2024)
- kmdr ppor. Krzysztof Dyrcz (od 2024)